# Galicië (Centraal-Europa)

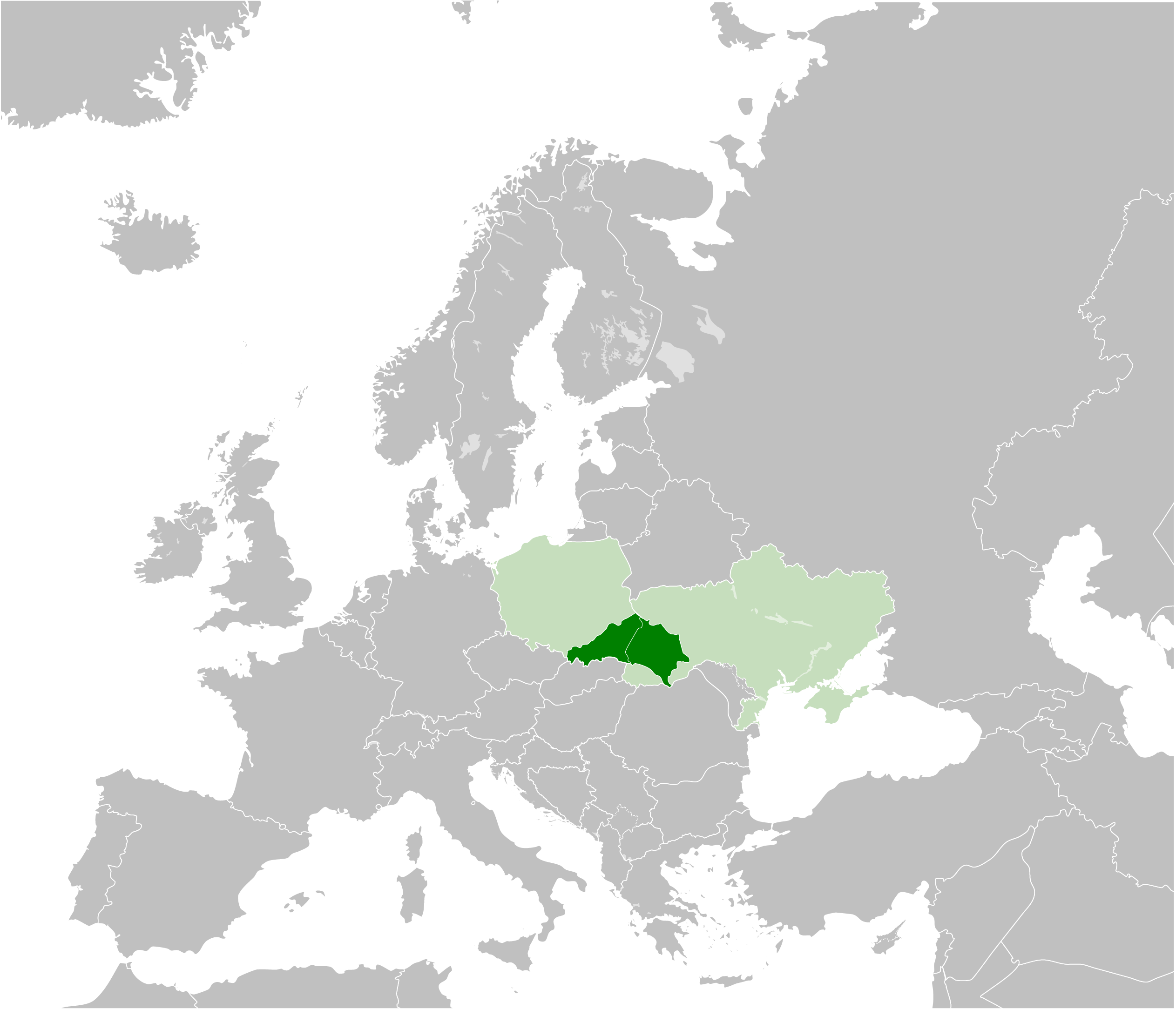
Galicië op de kaart als deel van het huidige Polen en Oekraïne

Galicië (Oekraïens: Галичина, Halytsjyna; Pools: Galicja) is een historische landstreek op de noordhellingen en het voorland van de Karpaten die tot Polen en Oekraïne behoort. Het wordt begrensd door de Beskiden (zuidelijk), de Weichsel (noordwestelijk), de lijn tussen de monding van de San en de bron van de Zbroetsj (noordelijk), en ten slotte de rivieren de Zbroetsj, de Dnjestr en de Tsjeremosj (zuidoostelijk). De grootste steden zijn Lviv en Krakau. Het oostelijke deel van Galicië, sinds 1945 (Sovjet-)Oekraïens, staat ook onder de naam Roethenië bekend.

## Geschiedenis

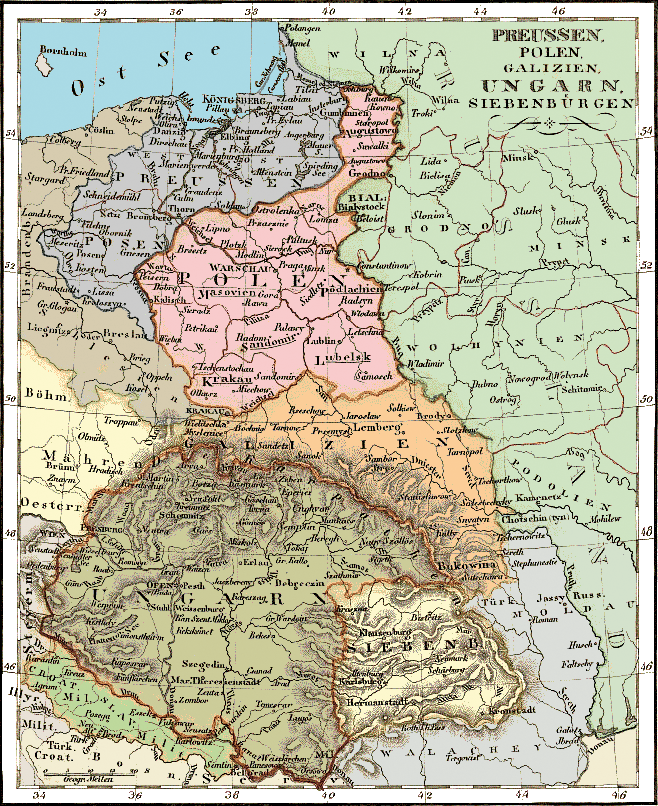
Kaart van Galicië (oranje) in 1836

De naam "Galicië" komt van het stadje Halytsj (Russisch: Galitsj), in de tegenwoordige Oekraïense oblast Ivano-Frankivsk.
Het gebied werd vanaf de vroege middeleeuwen bewoond door de Oostelijke Slaven en in de twaalfde eeuw werd door de Ruriken het vorstendom Galitsj gesticht. Dit vorstendom fuseerde aan het einde van die eeuw met het naburige vorstendom Wolynië tot het koninkrijk Galicië-Wolynië. Vanaf 1352, toen het prinsdom werd verdeeld tussen het koninkrijk Polen en het grootvorstendom Litouwen, behoorde het grootste deel van Galicië tot de Poolse Kroon, wat ook zo bleef na de unie van Polen en Litouwen.
Het gebied was van 1772 tot 1918 als onderdeel van het koninkrijk Galicië en Lodomerië als kroonland van Oostenrijk een bestuurlijke eenheid en vervolgens, na de Pools-Oekraïense Oorlog (1918-1919), tot 1939 een bestuurlijke eenheid in Polen. Tegenwoordig wordt de naam Galicië noch in Polen noch in Oekraïne in staatkundige zin gebruikt.
Vanaf 1349 was Galicië Pools geweest. De kern stond bekend onder de naam Rood-Rusland. Oostenrijk verwierf Galicië met de Eerste Poolse Deling op grond van een oude Hongaarse claim op het gebied. De Oostenrijkse Habsburgers waren koning van Hongarije. De Habsburgers noemden Galicië vanaf 1772 koninkrijk Galicië en Lodomerië, naar twee middeleeuwse Oost-Slavische vorstendommen, Halytsj en Volodymyr. Galicië had onder de Habsburgers niet steeds dezelfde grenzen: het werd in 1846 uitgebreid met Krakau, en van 1786 tot 1849 maakte de Boekovina er deel van uit. Galicië had een zeer gemengde bevolking. De overgrote meerderheid in West-Galicië (35.000 km²) was weliswaar Pools, maar in Oost-Galicië (45.000 km²) was een kleine meerderheid van de bevolking Roetheens (zoals de Habsburgers de Oekraïners binnen hun rijk noemden), terwijl beide gebieden rijk waren aan minderheden, waaronder in de eerste plaats ook Joden. Het was in omvang het grootste Oostenrijkse kroonland en een van de armste. De hoofdstad was Lemberg, het huidige Lviv.
In 1910 telde Galicië ongeveer 8 miljoen inwoners, waarvan ruim 4 miljoen Polen, ruim 3 miljoen Roethenen (in moderne tijd onder de naam Galiciërs bekend) en circa een half miljoen Joden. De Polen en Roethenen onderscheidden zich door hun, overigens verwante, talen en door hun geloof. De Polen waren rooms-katholieken, de Roethenen met Rome geünieerde oosterse-katholieken.
Tijdens de Eerste Wereldoorlog voerden de Oostenrijkers en de Russen hevige strijd in Galicië. In 1918 kwam Galicië aan het herboren Polen. Dat land had tijdens het interbellum te maken met een roerige Galicische minderheid. In 1939 veroverden nazi-Duitsland en de Sovjet-Unie Galicië. De nazi's vernietigden het Galicische jodendom, bijgestaan door het inheemse SS-regiment 14. Waffen-Grenadier-Division der SS (galizische Nr. 1). Verzetsgroepen in Galicië van Poolse en Galicische origine bestreden vooral elkaar, zodat de communisten aan het einde van de oorlog zonder moeite met beide konden afrekenen.
De Sovjets behielden na de Tweede Wereldoorlog Oost-Galicië en deelden het in bij de Oekraïense SSR. De Poolse bevolking, tot dan toe de plaatselijke bovenlaag, werd naar Polen verdreven, vooral naar de gebieden die eerder Duits waren geweest en waar de bevolking was verdreven naar Duitsland. Sinds 1991 behoort oostelijk Galicië tot de onafhankelijke republiek Oekraïne.